# Juventud Comunista (periódico)
Juventud Comunista fue un periódico semanal publicado en Barcelona, entre 1936 y 1937. Fue el órgano central de las Juventudes Comunistas Ibéricas (JCI), el ala juvenil del POUM. El primer número se publicó el 17 de septiembre de 1936. Era impreso en gran formato, con cuatro páginas y pese a ser el portavoz de una organización política, este publicaba fotografías, dibujos y caricaturas muy cuidadas y de producción propia. Juventud Comunista llegó a tener una tirada de 15.000 ejemplares.
Tras su cancelación por las autoridades republicanas fue sustituido en julio de 1937 por el periódico Juventud Obrera. Otros periódicos publicados por la JCI fueron Juventud Roja (Valencia), La Antorcha (Madrid), el diario Combat (Lérida) y el semanario Acció (Tarragona) y El Pionero Rojo para niños.